# Anton Makarenko
Anton Semyonovich Makarenko, em russo Антон Семенович Макаренко, (Bilopillia, Sumy, Ucrânia, 13 de março/1 de marçocal. jul. de 1888 — Golitsino, URSS, 1 de abril de 1939) foi um pedagogo e pedagogista soviético-ucraniano que se especializou no trabalho com menores abandonados, especialmente os que viviam nas ruas e estavam associados ao crime.

## Biografia
Makarenko teve uma infância pobre, seu pai foi operário ferroviário e sua mãe dona de casa. Quando foi matriculado em uma escola primária já havia aprendido a ler e escrever com sua mãe. Lá teve acesso às disciplinas de Língua Russa, Aritmética, Geografia, História, Ciências Naturais, Física, Desenho, Canto, Ginástica e Catecismo, mas não pôde estudar sua língua materna, a ucraniana, proibida pelo império czarista na Rússia, nem Lógica e Filosofia, exclusivas da elite.
Em 1906, com um ano de conclusão do curso de magistério, Makarenko deu sua primeira aula na Escola Primária das Oficinas Ferroviárias, onde ficou por oito anos. Assumiu então a direção de uma escola secundária e esteve em contato com as ideias de Lênin e Máximo Gorki que influenciaram seu modo de lidar com a educação. Mudou o currículo escolar implantando o ensino da língua ucraniana e ampliação do espaço cultural na escola.
De 1920 a 1927 esteve à frente da direção da colônia Gorki, instituição rural que atendia crianças e jovens órfãos que haviam vivido na marginalidade, em seguida dirigiu a Comuna Dzerjinski até 1935.
Makarenko vivenciou a Primeira Guerra Mundial, e a Revolução Russa, presenciava as reivindicações de países que queriam se livrar da miséria e da desigualdade, e convivia de perto com a carência afetiva e material dos jovens cujos pais operários trabalhavam para os burocratas da época. Colocar em prática uma pedagogia tão revolucionária no início do século XX foi reflexo da sociedade em que vivia e das necessidades da mesma.
Durante sua trajetória profissional Anton Makarenko registrava suas experiências, feitos, erros e acertos, publicou novelas, peças de teatro e livros sobre educação, sendo “Poema Pedagógico” o mais importante, ele faleceu em 1939 de um ataque cardíaco durante uma viagem de trem.

## Pensamento
O mestre ucraniano Anton Makarenko concebeu um modelo de escola baseado na vida em grupo, na autogestão, no trabalho e na disciplina que contribuiu para a recuperação de jovens infratores. Em suas práticas pedagógicas demonstrou grande habilidade junto às questões educacionais, colocou em prática uma maneira revolucionária e eficaz de educar.
De acordo com a pedagogia de Makarenko o jovem deveria ser educado em uma escola baseada na vida em grupo, no autocontrole, no trabalho, e na disciplina.
Em sua principal experiência: colônia Gorki, relatada no livro "O Poema Pedagógico", juntamente com uma equipe de educadores comprometidos, mantinha uma postura de rigidez e disciplina conjugadas à afeto, compreensão e valorização de cada habilidade das crianças e adolescentes que ali viviam. Os jovens se organizavam em grupos de atividades e participavam ativamente do estabelecimento das regras em reuniões e votações, isso os deixavam responsáveis pelo andamento da Colônia. Exercícios físicos, trabalhos manuais, recreação, excursões, aulas de música e idas ao teatro faziam parte da rotina. A vida na Colônia permitia o contato com a sociedade e com a natureza, ou seja, um lugar para o jovem viver a realidade concreta e participar das decisões sociais.
Na Colônia Gorki, meninos e meninas eram divididos em grupos de dez, de diferentes faixas etárias. Um representante de cada turma participava de assembleias e reuniões em que se discutiam as situações da escola: um objeto roubado, a melhoria do prédio, a compra de materiais, a limpeza dos banheiros, os problemas particulares. Sexo e namoro também tinham espaço nas reuniões. Normas e decisões não podiam ser predeterminadas. O primeiro e o último voto eram sempre dos alunos.
Em meio a tantas mudanças, o papel da criança, dos pais e da escola também estava em xeque. Que ser humano formar para viver nesse novo mundo? Makarenko conhecia, na prática, as necessidades da grande massa pobre da Ucrânia. Seus problemas não eram diferentes dos enfrentados hoje: a carência afetiva e material dos filhos dos operários; a audácia dos filhos dos burocratas, que não queriam fazer os trabalhos manuais e intelectuais, tão valorizados na sociedade socialista; e a ausência da família. Por isso, ele acreditava que a escola tinha que formar seres participativos por meio de uma organização coletiva e democrática, com muita disciplina e trabalho. E os pais que não conseguiam educar seus filhos deveriam ser reeducados por essa escola.
A ideia do coletivo surge como respeito a cada aluno, oposta à visão de massificação que despersonaliza a criança. O grupo estimula o desenvolvimento individual. Como a instituição familiar (e tudo o mais na então União Soviética) estava em crise, essa foi a alternativa encontrada pelo educador para proteger a infância de seu país. O sentimento de grupo não era uma ideia abstrata. Tinha raízes nos ideais revolucionários e Makarenko soube como transformá-la em algo concreto. A colônia era auto-suficiente e a sobrevivência de cada um dependia do trabalho de todos. Caso contrário, não haveria comida nem condições de habitação aceitáveis.
Para que a vida em comunidade desse certo, era essencial que cada aluno tivesse claras suas responsabilidades. "Nunca mais ladrões nem mendigos: somos os dirigentes." Makarenko era conhecido como um educador aberto, mas rígido e duro. Ele acreditava que o planejamento e o cumprimento das metas estabelecidas por todos só se concretizariam com uma direção muito firme. Por isso, os alunos tinham consciência de que a disciplina não era um fim, mas um meio para o sucesso da vida na escola. O descumprimento de uma norma podia ser punido severamente, desde que alunos e professores assim o desejassem, depois de muita discussão. 
Makarenko publicou em 1938, incompleto, o Livro dos Pais. O objetivo era mostrar a importância da participação da família na escola e como educar as crianças em tempos difíceis. Alguns estudantes moravam nas escolas dirigidas por ele. O educador ucraniano fazia questão da presença dos pais, que eram estimulados a participar de atividades culturais e recreativas. A escola tinha o papel de orientar a família, que deveria encará-la como um órgão normativo. Pais muito "melosos" ou ausentes seriam incapazes de educar uma pessoa forte, madura e inteligente. "O carinho, como o jogo e a comida, exige certa dosagem", dizia. 